# Vasiliy Rats
Vasiliy Karlovich Rats ou Vasyl' Karlovych Rats - respectivamente, em russo, Василий Карлович Рац e, em ucraniano, Василь Карлович Рац (Vynohradiv, 25 de março de 1961) - é um ex-futebolista ucraniano de origem húngara.
Seu nome, em húngaro, é Rácz László (László Rácz para o padrão ocidental, Ласло Рац em russo e ucraniano). 

## Carreira em clubes
Rácz debutou em 1979 no Karpaty L'viv e, como todo jogador da RSS da Ucrânia que aspirasse chegar à Seleção Soviética, integrou a equipe do Dínamo Kiev, na vitoriosa fase do clube nos anos 80. Permaneceu no Dínamo de 1981 à 1989, participando da conquista de três campeonatos soviéticos e uma Recopa Européia. 
No segundo semestre de 1989, foi jogar no Español de Barcelona, mas já no início de 1990 estava de volta ao Dínamo, faturando ao final do ano seu quarto título na Liga Soviética pelo clube. Depois, foi novamente jogar no exterior, desta vez na terra de suas raízes, pelo Ferencváros, onde encerraria a carreira três anos depois. Conquistou o campeonato húngaro de 1992.

## Seleção Soviética
Foi o segundo húngaro nascido na Ucrânia a ir a Copas do Mundo pela URSS: nos anos 60, József Szabó (ou Yozhef Sabo) partipara dos mundiais de 1962 e 1966. 
Rácz estreou na Seleção em 1986, tendo disputado a Copa do Mundo daquele ano, onde marcou provavelmente o mais belo dos quatro gols que faria pela URSS, e também um dos mais belos da competição: na partida contra a Seleção Francesa, acertou as redes em forte chute à longa distância do gol adversário. O jogo terminaria em 1 x 1 e os soviéticos terminaram a fase de grupos à frente do time de Michel Platini. Mas seriam eliminados pelos belgas na fase seguinte. 
Rácz também jogou a Eurocopa de 1988, tendo marcado o único gol da vitória sobre a Holanda, na primeira fase. Os dois times se reencontrariam na final do torneio e, no jogo mais importante, a seleção de Ruud Gullit e Marco van Basten acabou levando a melhor. Rácz foi escolhido para o "Onze Ideal" do torneio, entre os melhores defensores. Dois anos depois, foi à sua segunda Copa pela URSS, mas a equipe, enfraquecida, não passou da primeira fase.